# Sven Lindberg
Sven Lindberg (* 2. März 1979 in Herten) ist ein deutscher Psychologe und Professor an der Universität Paderborn.

## Leben
Sven Lindberg studierte von 2000 bis 2005 an der Universität Göttingen. Dort war er auch als Mitarbeiter im Therapie- und Beratungszentrum der Poliklinischen Institutsambulanz des Psychologischen Instituts und als wissenschaftlicher Mitarbeiter des Arbeitsbereiches „Pädagogische Psychologie und Entwicklungspsychologie“ tätig. An der Fakultät für Biologie und Psychologie schloss er seine Promotion zum Doktor der Naturwissenschaft ab. Von 2008 bis 2013 wirkte er in Frankfurt am Main als wissenschaftlicher Mitarbeiter im Bereich Bildung und Entwicklung am Deutschen Institut für Internationale Pädagogische Forschung. Anschließend war er von 2014 bis 2015 wissenschaftlicher Leiter am Individual Development and Adaptive Education of Children at Risk (IDeA).
2015 erhielt er einen Ruf an die Universität Paderborn auf den Lehrstuhl für klinische Entwicklungspsychologie. Er ist Gründungsbotschafter der Fakultät für Kulturwissenschaften für das Exzellenz Start-up Center Ostwestfalen-Lippe (ESC.OWL), in dessen Rahmen er den Transfer wissenschaftlicher Forschung in die Praxis unterstützt.

## Forschungsschwerpunkte
Lindbergs Forschungsschwerpunkte liegen in den Bereichen Lernentwicklung, Entwicklungsstörungen und Lernschwierigkeiten. Er beschäftigt sich unter anderem mit der kognitiven, emotionalen und sozialen Entwicklung, zum Beispiel Lernverlaufsdiagnostik, Prävention und Intervention bei Lernstörungen. Ein weiteres Thema ist die digitale Sichtbarkeit.

## Schriften (Auswahl)
- mit Jan Lonnemann, Janosch Linkersdörfer, Eva Biermeyer, Claudia Mähler, Marcus Hasselhorn, Martin Lehmann: Early strategies of elementary school children’s single word reading. In: Journal of Neurolinguistics, September 2011, S. 556–570, ISSN 0911-6044 doi:10.1016/j.jneuroling.2011.02.003
- Ursachen der Lese-Rechtschreibstörung. In: Andreas Meyer, Lese-Rechtschreibstörungen (LRS). Ernst Reinhardt Verlag, München/Basel 2016, ISBN 978-3-8252-8662-0.
- mit Telse Nagler, Marcus Hasselhorn: Leseentwicklung im Grundschulalter. Kognitive Grundlagen und Risikofaktoren. 2017, ISSN 2235-0977 doi:10.1024/2235-0977/a000185
- mit Marcus Hasselhorn: Kognitive Entwicklung. In: Arnold Lohaus (Hrsg.), Entwicklungspsychologie des Jugendalters. Springer, Berlin 2018, ISBN 978-3-662-55791-4. S. 51–74.
- mit Christian Müller, Barbara Otto, Viktoria Sawitzki, Priyanga Kanagalingam, Jens-Steffen Scherer: Short breaks at school: effects of a physical activity and a mindfulness intervention on children's attention, reading comprehension, and self-esteem. In: Trends in Neuroscience and Education, Dezember 2021, ISSN 2211-9493 doi:10.1016/j.tine.2021.100160